# Kislonka
Kislonka (ukránul: Лунка) falu Ukrajnában, Kárpátalján, a Huszti járásban.

## Fekvése
Husztyecpataktól délre, 252 méter tengerszint feletti magasságban fekvő település.

## Nevének eredete
A Lonka helységnév magyar eredetű, a magyar lonka ’lanka, rét, árterület, berek’ főnévből keletkezett. Kis- előtagja a helység méretére utal.

## Népesség
A 2001 évi népszámláláskor 762 lakosa volt.

| 2001 | 762 |